# Marcia Moretto
Pour les articles homonymes, voir Moretto.
Marcia Lynn Moretto, née le 18 juillet 1946 (selon certaines sources en 1949,) dans l'Illinois aux États-Unis, et morte le 21 mai 1983 dans le 5e arrondissement de Paris en France, est une danseuse, mannequin, chorégraphe et metteuse en scène argentine et américaine, devenue célèbre pour avoir révolutionné la présentation des défilés de mode en les chorégraphiant. Les Rita Mitsouko lui ont rendu hommage avec la chanson Marcia Baïla.

## Biographie
Son père Oreste Moretto était ingénieur à Buenos Aires. Marcia Moretto exerce le métier de mannequin en Argentine, puis émigre en France dans les années 1970 pour fuir la dictature. Elle travaille avec Armando Llamas et enseigne également la danse à Sartrouville dans les années 1970. Elle a notamment pour élève Catherine Ringer au centre de danse du Marais. 
Elle accompagne le groupe des Rita Mitsouko (dont fait partie Catherine Ringer) sur scène pour ses premières tournées. Catherine Ringer a dit d'elle : « Marcia pouvait faire des pointes comme une ballerine et des grimaces dignes d'un clown ». Elle raconte également : « Elle m'avait marquée, elle mélangeait tous les styles de danse, avec un charisme incroyable. Elle dansait avec le visage. Elle est morte du cancer à trente-deux ans et j'ai eu envie de rendre hommage à sa fantaisie ».
Elle a eu avec le photographe argentin Jorge Damonte une fille, Lola Mitchell, née en 1978, qui est elle aussi photographe.
Marcia Moretto est emportée par un cancer du sein, à évolution rapide en mai 1983.

## Hommage
La chanson Marcia Baïla des Rita Mitsouko, sortie en 1984, est un hommage à Marcia Moretto : 

« Marcia danse un peu chinois
La chaleur dans les mouvements d'épaules
À plat comme un hiéroglyphe inca
De l'opéra
Avec la tête elle danse aussi très bien
Et son visage danse avec tout le reste
Elle a cherché une nouvelle façon et
L'a inventée […]
Moretto, comme ta bouche est immense quand tu souris […]
Mais c'est la mort qui t'a assassinée, Marcia
C'est la mort, tu t'es consumée, Marcia
C'est le cancer que tu as pris sous ton bras
Maintenant tu es en cendres, en cendres »

À propos de cette chanson, Lola Mitchell (fille de Marcia Moretto), a déclaré : « Au début, c'était dur de l'écouter. Puis j'ai vu qu'elle faisait danser tout le monde. C'est un hommage formidable et une histoire d'amitié entre ma mère et Catherine. »

## Au cinéma
- Marcia Moretto est visible dans une scène du film Rock and Torah (1983) ; elle y joue le rôle d'une chorégraphe. C'est la seule apparition connue de l'artiste à l'écran.

## Pièces de théâtre
- 1972 - Esto es music hall. Revue musicale, chorégraphie de Marcia Moretto.
- 1975 - India, mise en scène de l'auteur, chorégraphie de Marcia Moretto.
- 1976 - Silences nocturnes aux îles des fées, mise en scène de Chloé Caillat et Armando Llamas, chorégraphie de Marcia Moretto.
- 1978 - India encodre, mise en scène de l'auteur, chorégraphie de Marcia Moretto.
- 1978 - La Señora presidente, mise en scène de Jorge Damonte et Marcia Moretto, chorégraphie de Marcia Moretto.
- 1979 - Tirana, mise en scène de l'auteur, chorégraphie de Marcia Moretto.